# پل کیتینگ (کارگردان)
پل کیتینگ (انگلیسی: Paul Keating؛ زادهٔ ۱۱ مارس ۱۹۷۶) بازیگر، و بازیگر تلویزیون اهل بریتانیا است.